# Parlor, Bedroom and Bath
Pour le film avec Buster Keaton, voir Parlor, Bedroom and Bath (film, 1931).
Pour plus de détails, voir Fiche technique et Distribution.
Parlor, Bedroom and Bath est un film américain réalisé par Edward Dillon et sorti en 1920.

## Synopsis
Un jour Angelica Irving décide qu'elle ne peut aimer son mari Reggie si ses amies ne cherchent pas à le séduire. Reggie se met alors à s'envoyer à lui-même des lettres parfumées pour rendre sa femme jalouse. Ce stratagème ne fonctionnant pas, il demande l'aide de Polly Hathaway, la commère de la ville, pour qu'elle écrive des articles sur lui dans son journal. Ne réussissant toujours pas à intéresser sa femme, Reggie s'arrange pour rencontrer Polly dans une chambre d'hôtel afin qu'Angelica les y découvre. Des problèmes arrivent quand Nita Leslie insiste pour les accompagner et que Fred, le mari de Nita, arrive à l'hôtel, en même temps qu'Angelica et le détective de l'hôtel. Après avoir apaisé les craintes de Fred, Reggie arrive finalement à faire croire à Angelica qu'il est vraiment un séducteur. 

## Fiche technique
- Titre original : Parlor, Bedroom and Bath
- Réalisation : Edward Dillon
- Scénario : June Mathis, A.P. Younger, d'après la pièce Parlor, Bedroom and Bath de Charles W. Bell et Mark Swan
- Direction artistique : Sidney Ullman
- Photographie : William M. Edmond
- Société de production : Metro Pictures Corporation
- Société de distribution : Metro Pictures Corporation
- Pays d’origine :  États-Unis
- Langue originale : anglais
- Format : noir et blanc — 35 mm — 1,37:1 (VistaVision) — Film muet
- Genre : Comédie
- Durée : 6 bobines
- Dates de sortie :  États-Unis : 5 juillet 1920
- Licence : domaine public

## Distribution
- Eugene Pallette : Reggie Irving
- Ruth Stonehouse : Polly Hathaway
- Kathleen Kirkham : Angelica Irving
- Charles H. West : Jeffery Haywood
- Dorothy Wallace : Virginia Irving
- Helen Sullivan : Leila
- Henry Miller Jr. : Ferdie Eaton
- George Periolat : Fred Leslie
- Josephine Hill : Nita Leslie
- Graham Pettie : Barkis

## Autour du film
- MGM a produit un remake en 1931, Buster se marie, avec Buster Keaton et Charlotte Greenwood, réalisé par Edward Sedgwick, dont une version française, sortie sous le même titre (Buster se marie), a été réalisée la même année par Claude Autant-Lara et Edward Brophy.